# Премьер-министр Королевства Таиланд
Премьер-министр (тайск. นายกรัฐมนตรี) — глава исполнительной власти Таиланда, глава правительства Таиланда. Премьер-министр также является председателем Кабинета Министров Таиланда. Пост Премьер-министра был введён после Сиамской революции 1932 года, когда страна стала конституционной монархией.
До военного переворота премьер-министр назначался по результатам голосования в тайской палате представителей, а затем приводился к присяге Короля Таиланда. Премьер-министр обычно является лидером крупнейшей политической партии нижней палаты парламента или лидером крупнейшей партийной коалиции. В соответствии с Конституцией, премьер-министр может назначаться дважды, поэтому время его полномочий ограничивается двумя сроками. Пост премьер-министра в настоящее время в Таиланде занимает Пхэтхонгтхан Чинават.

## История

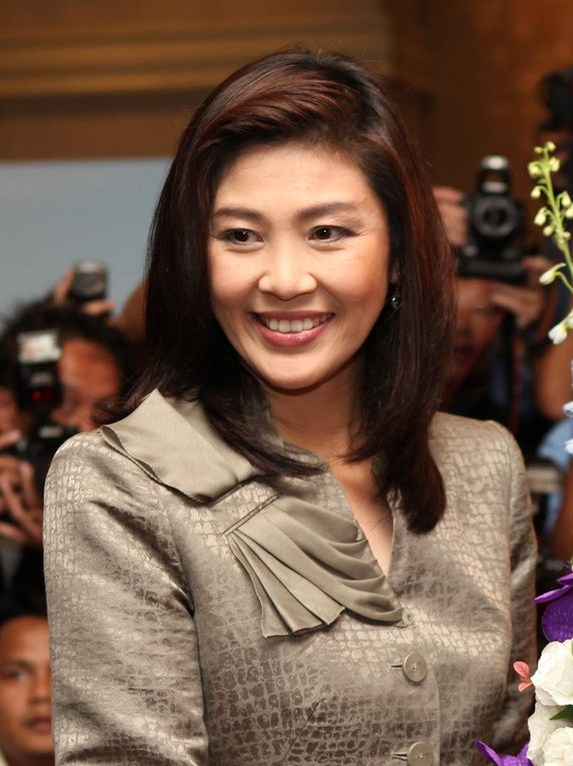
Первая женщина Премьер-министр Таиланда Йинглак Чиннават

Пост «Председателя народного Комитета» (ประธานคณะกรรมการราษฎร), впоследствии переименованный в «премьер-министра Сиама» (นายกรัฐมนตรีสยาม), был впервые введён временной Конституцией Таиланда 1932 года. Пост был скопирован с модели поста Премьер-министра Великобритании в 1932 году после Сиамская революция 1932 года. Однако идея главы правительства в Таиланде не является новой.
До 1932 года в Таиланде правили абсолютные монархи, которые были главами государства и правительства. Однако, в последние годы правления династии Чакри, несколько человек занимали похожие посты главы правительства. Так во время правления короля Чулалонгкорна принц Дамронг Ратчанубаб брал на себя эту роль.
Первым премьер-министром Сиама был судья Манопхакон Нититхада. Название должности в 1945 году было изменено с «премьер-министр Сиама» на «премьер-министр Таиланда» в связи с переименованием Сиама в Таиланд. Большую часть времени эту должность занимали военные, включая нынешнего генерала Прают Чан-Оча. Военное доминирование началось с премьер-министра Пхахон Пхаюхасена который вытеснил своего гражданского предшественника в 1933 году в результате государственного переворота. Дольше всех этот пост занимал премьер-министр — фельдмаршал Пибун Сонгкрам — 14 лет, 11 месяцев и 18 дней. Самый коротким был период пребывания в должности Тави Бунъякета — всего 18 дней. Девять премьер-министров были сняты в результате государственных переворотов, трое были отправлены в отставку по решению суда. Самым молодым в 40 лет премьер-министром был Сени Прамот. Первой женщиной премьер-министром в 2011 году была Йинглак Чиннават. Каждый премьер-министр, начиная с Манопакорна Нитидата был Буддистом.

## Назначение
Премьер-министр Королевства Таиланд должен быть членом Палаты представителей.
До государственного переворота 2014 года кандидат на должность премьер-министра должен был заручиться поддержкой одной пятой членов Палаты представителей. После выбора на должность простым большинством в Палате представителей, результаты представляются королю, который делает официальное назначение на должность. Эта процедура должна проходить в течение тридцати дней после начала работы первой сессии Палаты представителей. Если ни один кандидат не может быть выбран в течение этого времени, то обязанностью Председателя национальной Ассамблеи Таиланда является представить Королю на эту должность самого достойного члена Палаты.
В конечном итоге, премьер-министр всегда является лидером крупнейшей политической партии Нижней палаты парламента или лидером коалиционного большинства, сформированного после выборов. В настоящее время выборы кандидата на должность премьер-министра отменены.

## Функции
Премьер-министр является де-факто председателем Кабинета Министров Таиланда. Назначение и снятие министров могут осуществляться только с его согласия. Как глава правительства, премьер-министр несёт полную ответственность за недостатки в работе своих министров и правительства в целом. Премьер-министр не может занимать должность более восьми лет. Как самый влиятельный член правительства, премьер-министр представляет страну за рубежом и является главным представителем правительства в своей стране. Премьер-министр, согласно Конституции, возглавляет Кабмин, объявляет политику правительства перед сессией Национальной Ассамблеи в течение пятнадцати дней после принятия присяги
Премьер-министр также несёт прямую ответственность за работу Национального разведывательного агентства, Бюро бюджета, Бюро национального Совета Безопасности, Канцелярии государственного Совета, канцелярии комиссий по гражданской службе, Бюро Национального совета экономического и социального развития, управления в государственном секторе, Комиссии по развитию и внутренней безопасности и др.
Премьер-министр может быть снят внесением вотума недоверия. Этот процесс может быть инициирован от одной пятой голосов членов Палаты представителей. После дебатов проводится голосование и простым большинством премьер-министр снимается с должности.
Официальной резиденцией премьер-министра является особняк Пхитсанулок (บ้านพิษณุโลก), расположенный в центре Бангкока. Особняк был построен во времена правления короля Вачиравуда. В 1979 году он стал официальной резиденцией премьер-министра.

## Вице премьер-министры
В Таиланде может быть назначено несколько вице-премьеров (รองนายกรัฐมนตรี). Эта должность может совмещаться с другими министерскими должностями.
| Должность          | Имя                       | Дата назначения | Другие назначения                     |
| ------------------ | ------------------------- | --------------- | ------------------------------------- |
| Первый виц-премьер | Пхумтам Вечаячай          | 3 июля 2025     | Министр внутренних дел                |
| Вице-премьер       | Сурия Чунгрунгрыангкит    | 3 июля 2025     | Министр транспорта                    |
| Вице-премьер       | Пирапан Салиратхавибхага  | 3 июля 2025     | Министр энергетики                    |
| Вице-премьер       | Пичай Чунхаваджира        | 3 июля 2025     | Министр финансов                      |
| Вице-премьер       | Прасерт Джантараруангтонг | 3 июля 2025     | Министр цифровой экономики и общества |
| Источник: 1        |                           |                 |                                       |

### Флаги премьер-министров

Флаг премьер-министр Таиланда. 1936–1939.
Флаг премьер-министр Таиланда. 1939–1979.
Флаг премьер-министр Таиланда. 1979–настоящее время